# ناحیه ایگل پوینت، شهرستان مارشال، مینه سوتا
ناحیه ایگل پوینت (به انگلیسی: Eagle Point Township) یک منطقهٔ مسکونی در ایالات متحده آمریکا است که در شهرستان مارشال، مینه‌سوتا واقع شده‌است.
 ناحیه ایگل پوینت ۷۳٫۳ کیلومتر مربع مساحت و ۳۳ نفر جمعیت دارد و ۲۴۳ متر بالاتر از سطح دریا واقع شده‌است.